# Căpușu Mare, Cluj
Căpușu Mare este satul de reședință al comunei cu același nume din județul Cluj, Transilvania, România.

## Galerie de imagini

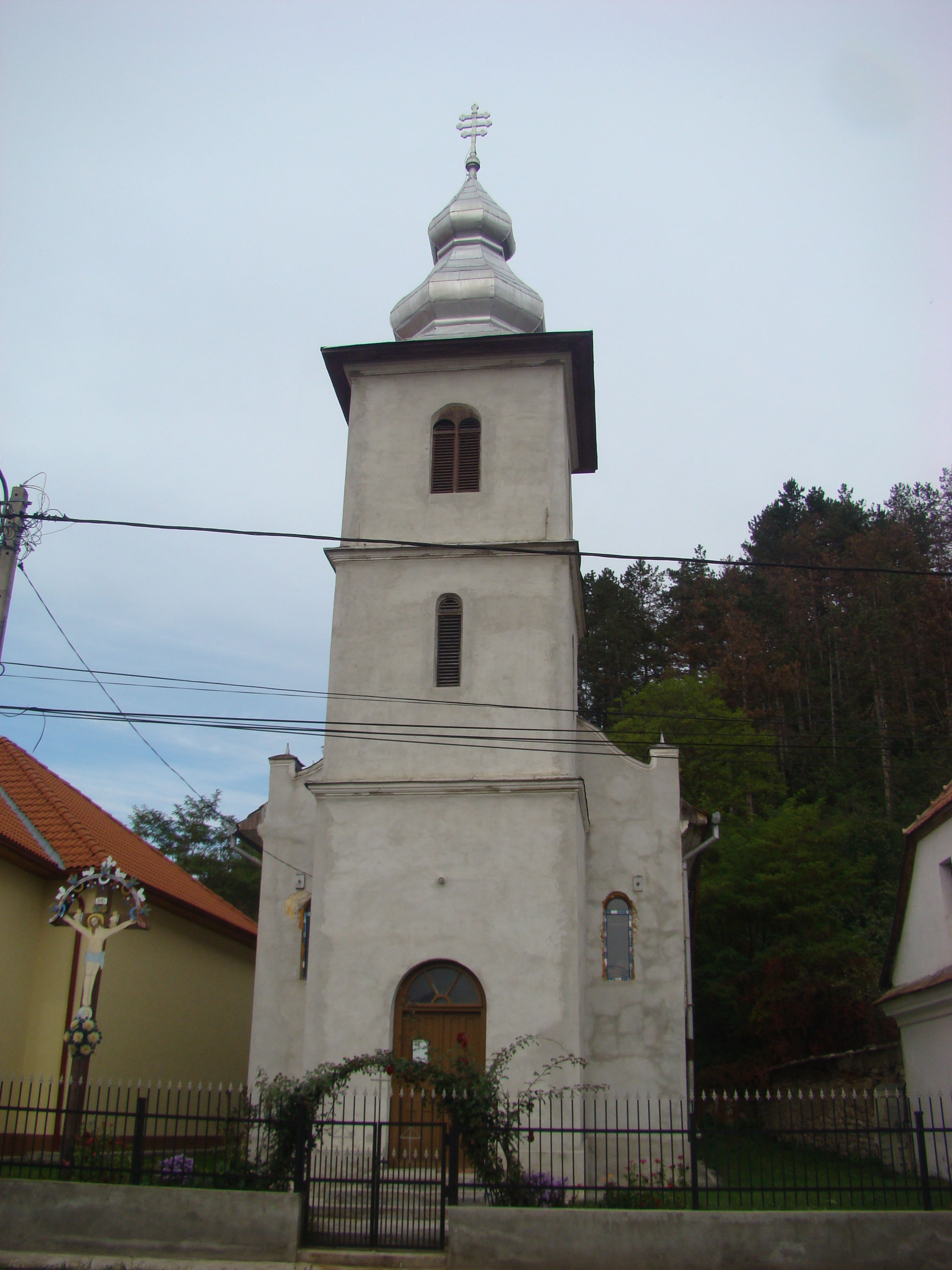
Biserica ortodoxă „Înălțarea Sfintei Cruci”
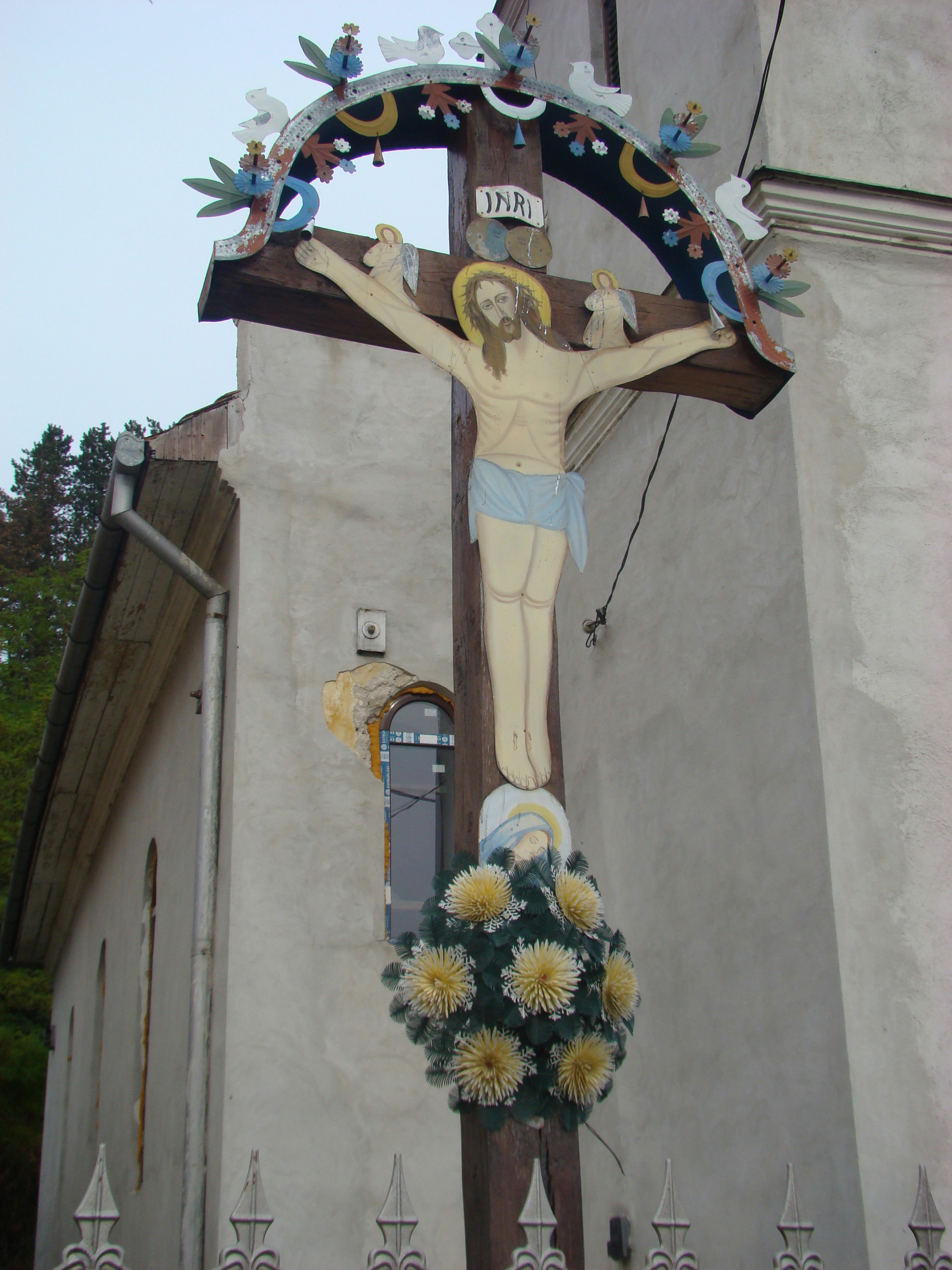
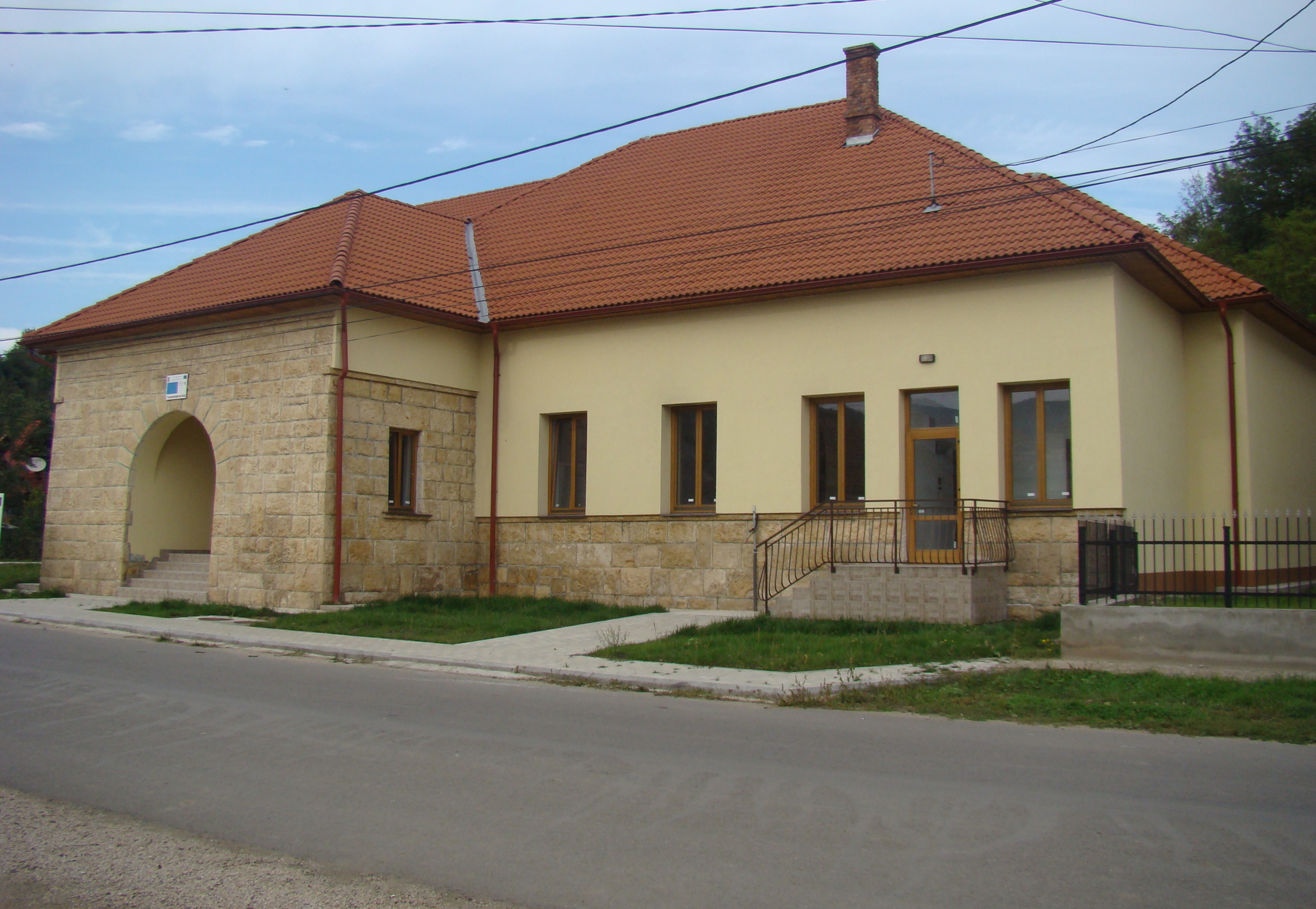
Căminul cultural
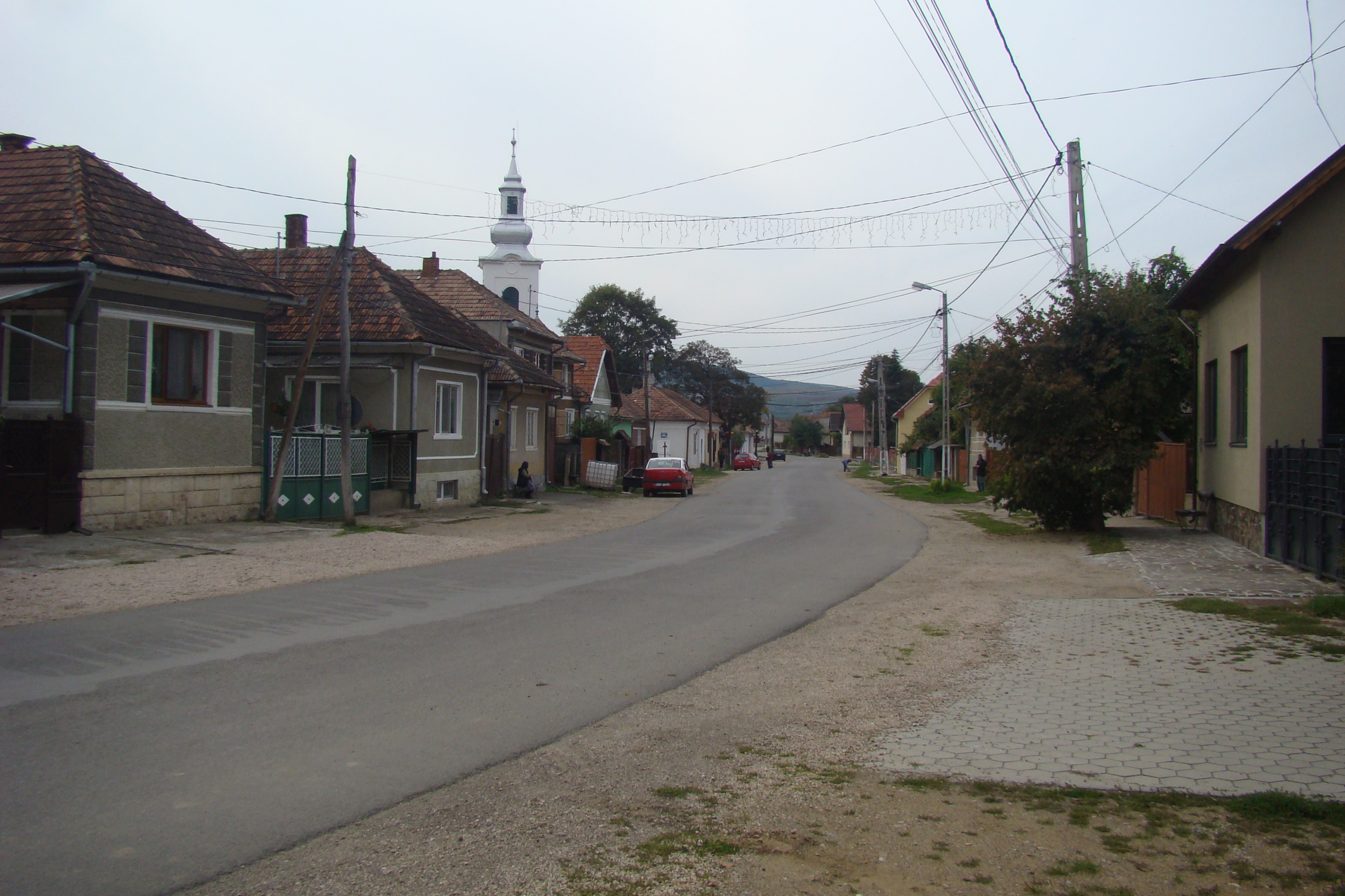
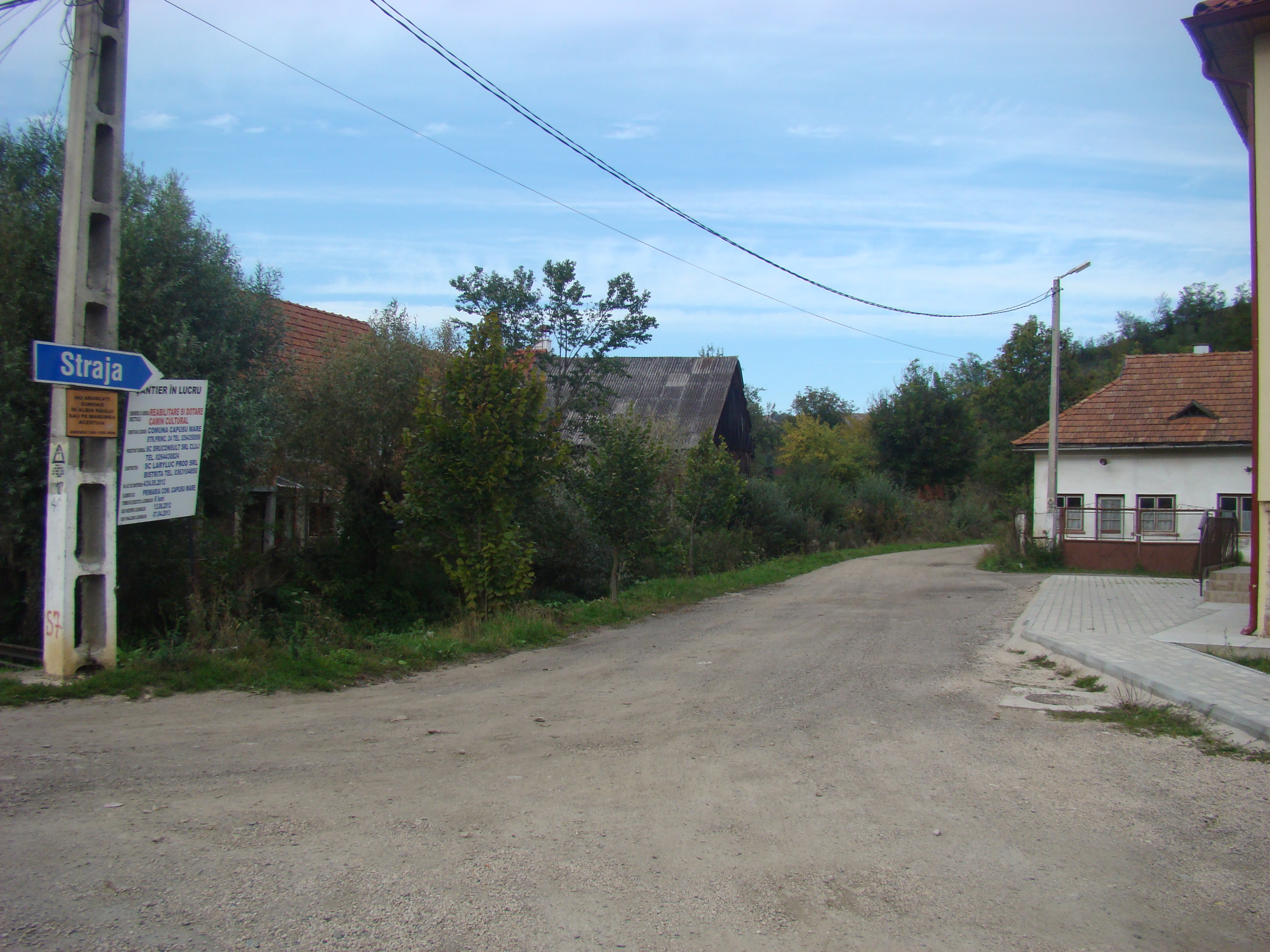
Drumul spre Straja
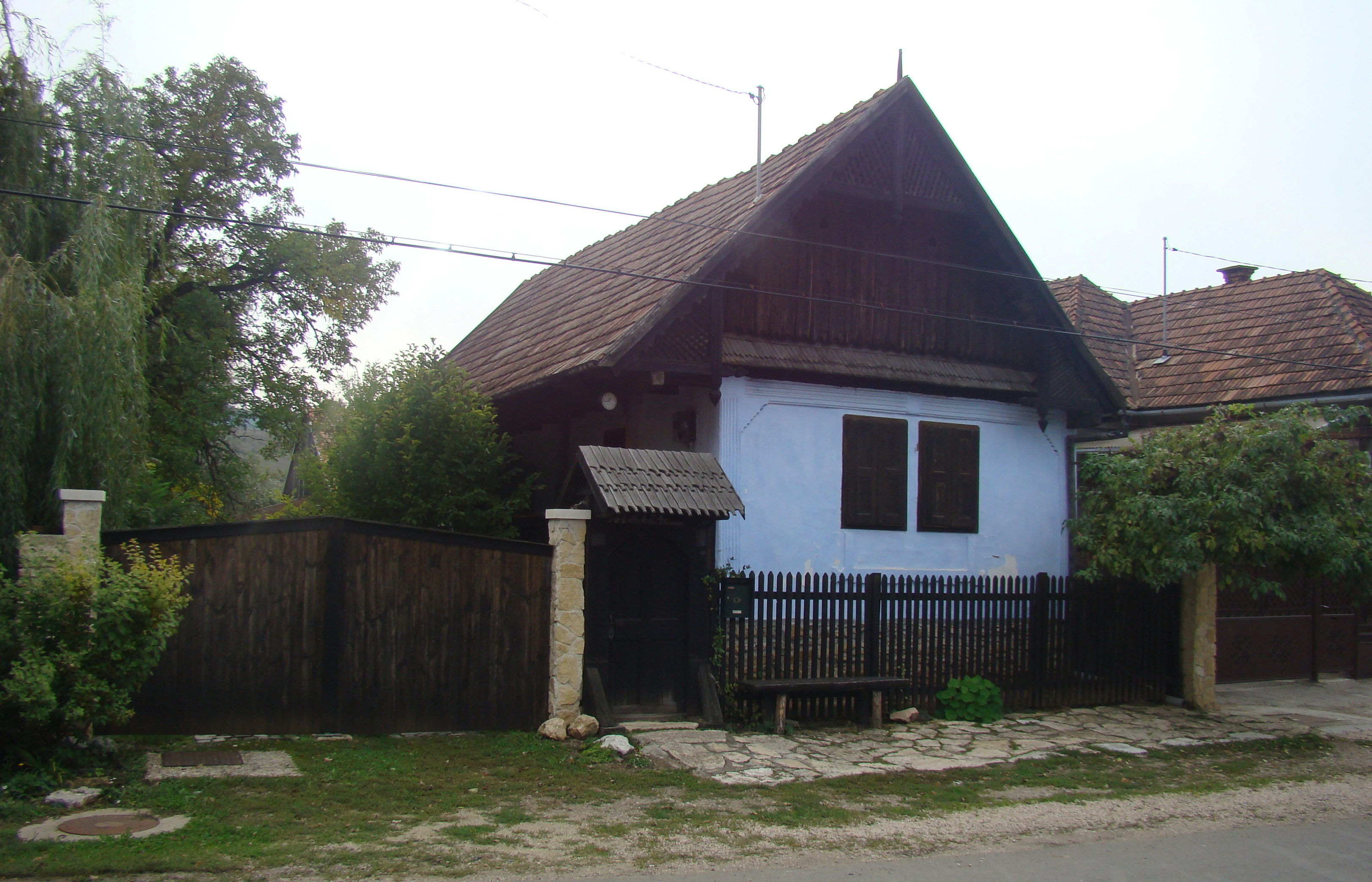
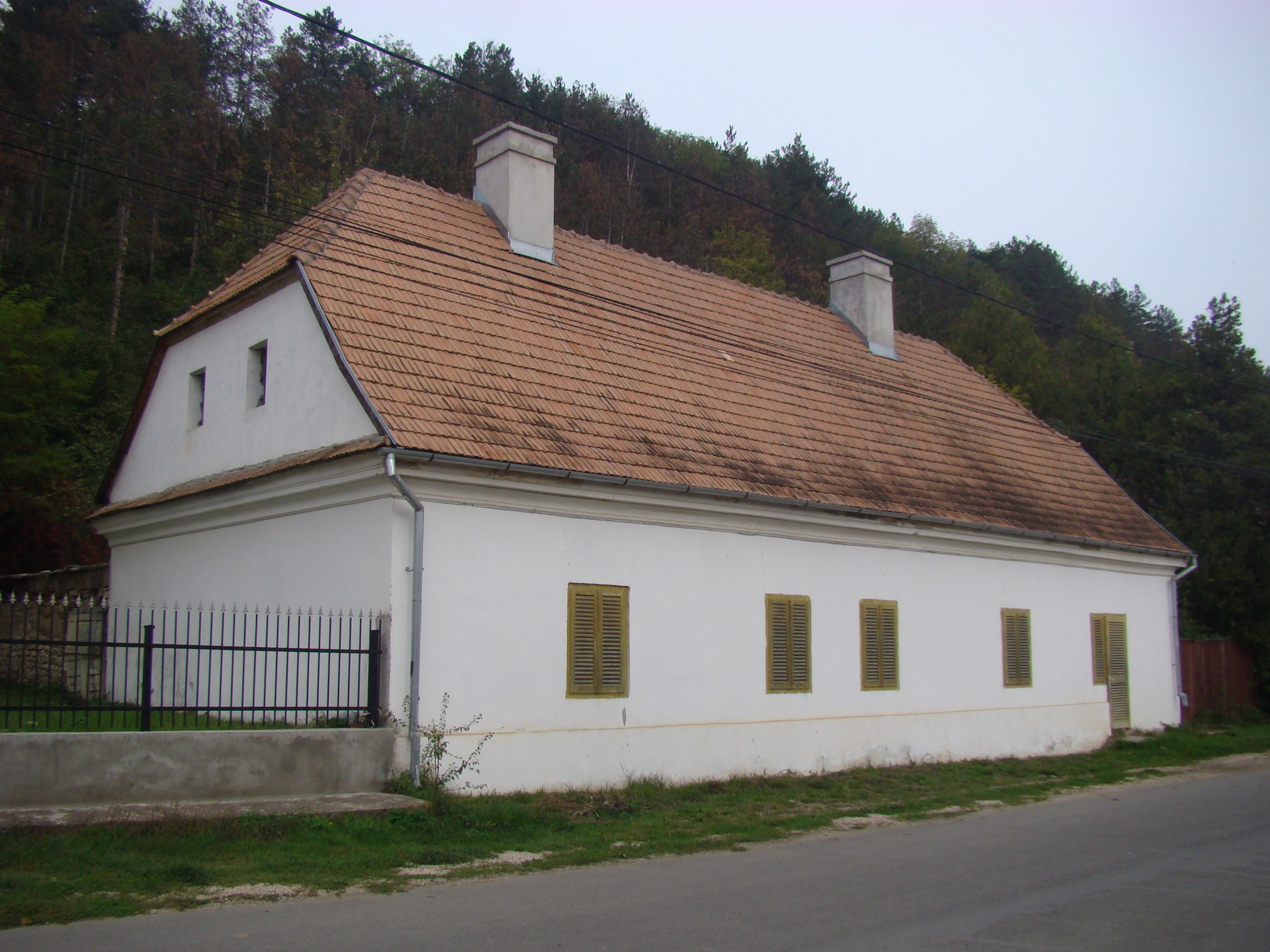
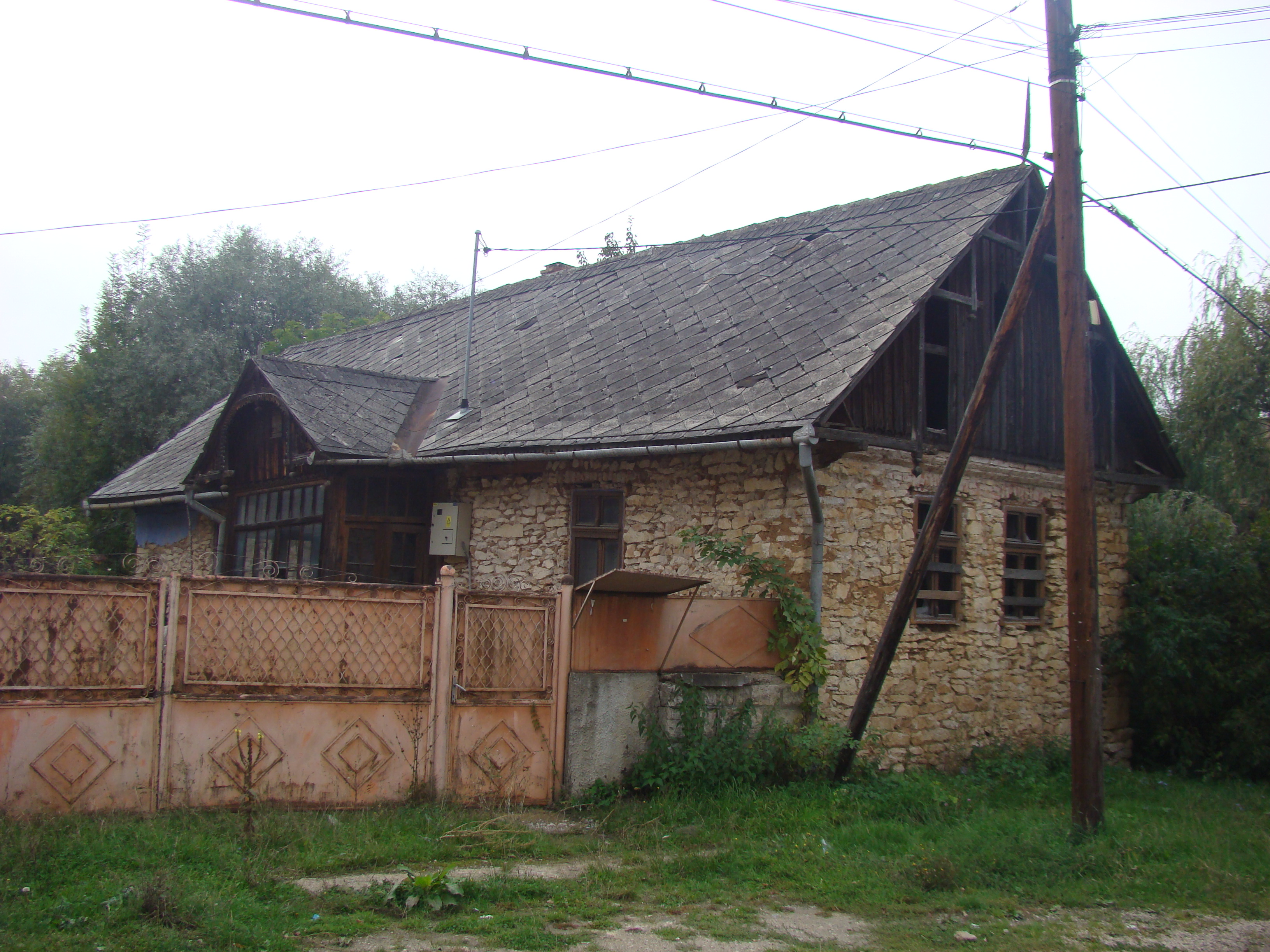
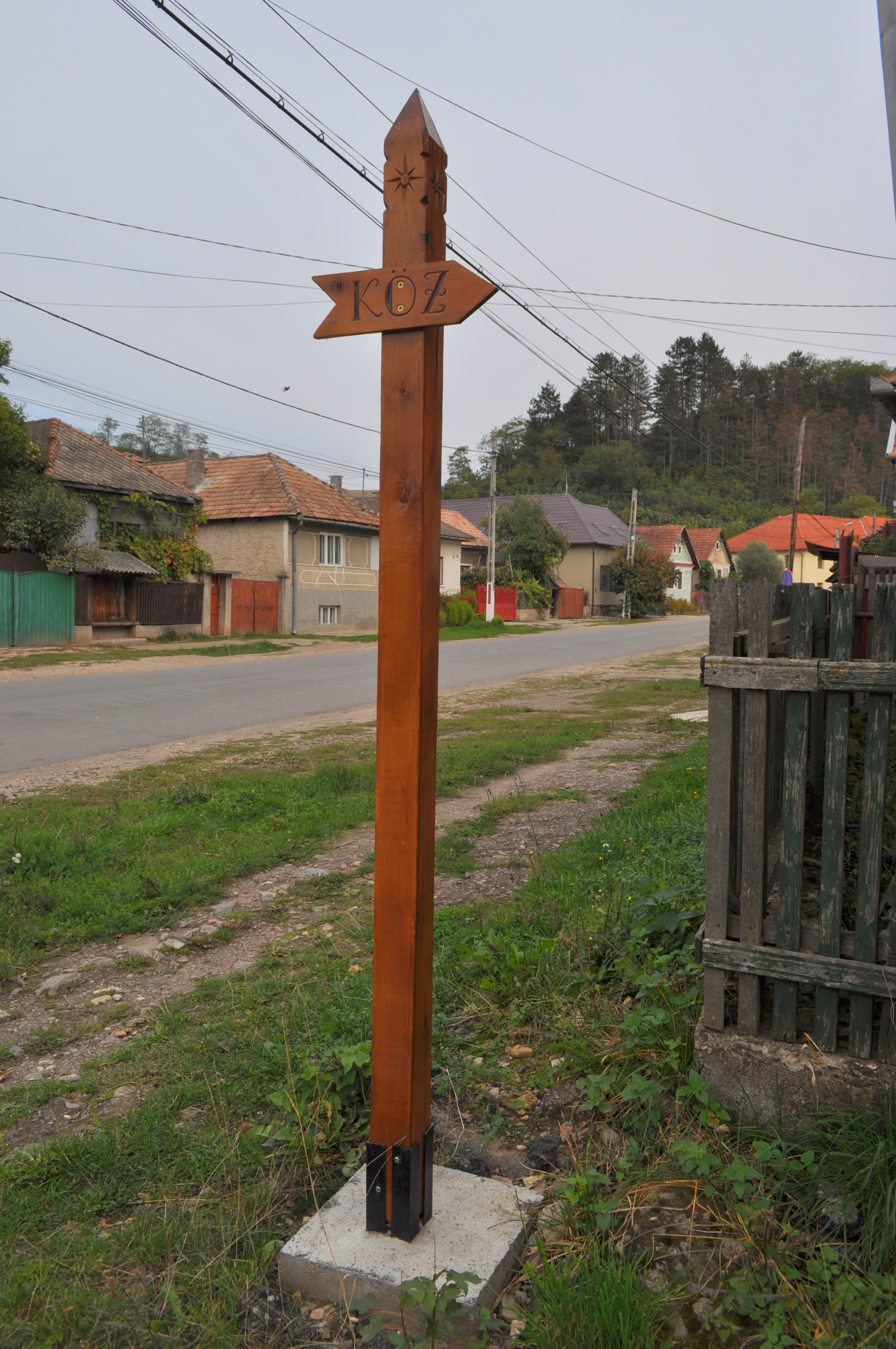
Indicator stradal în limba maghiară
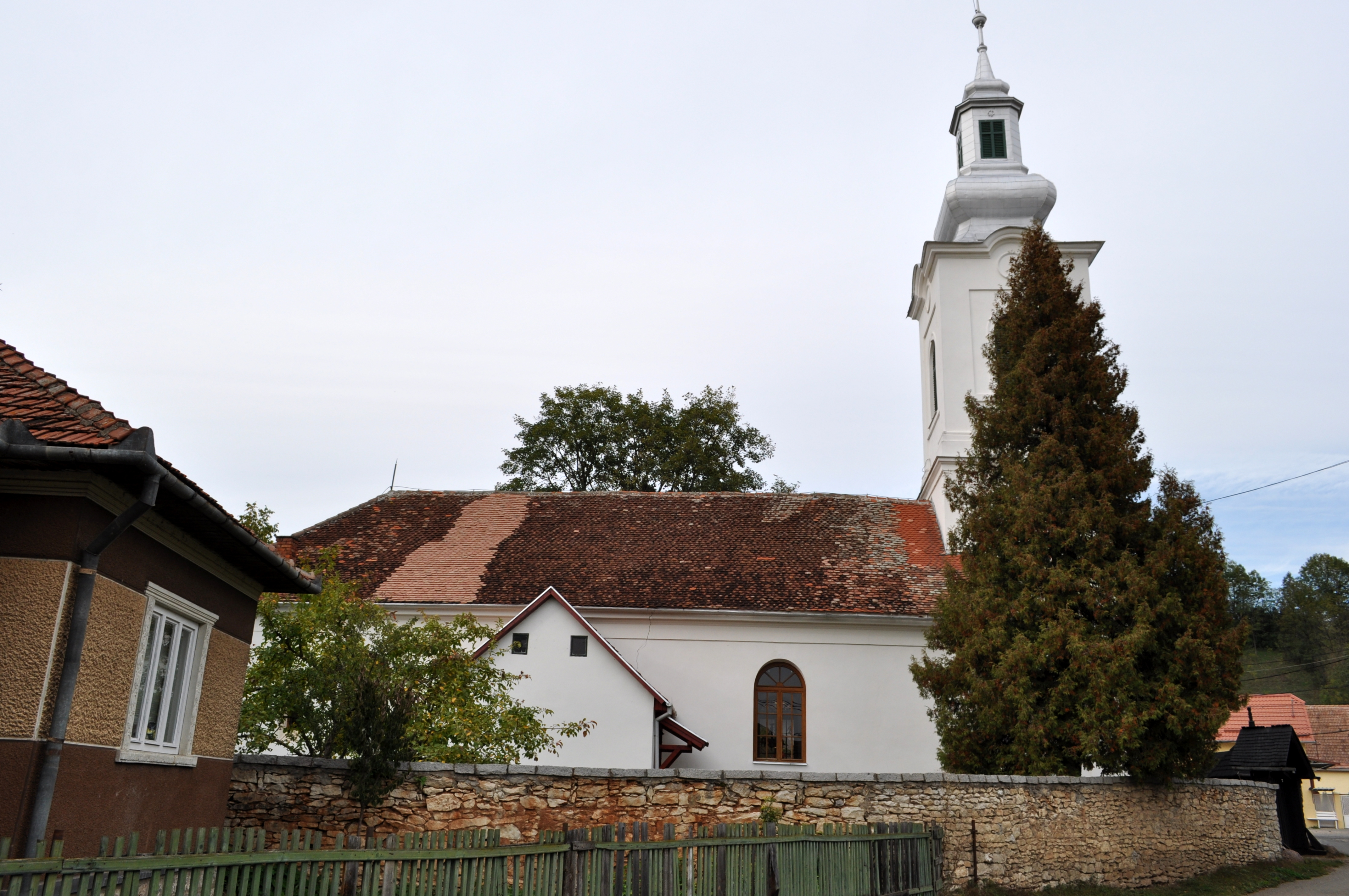
Biserica reformată (monument istoric)

## Legături externe
Materiale media legate de Căpușu Mare la Wikimedia Commons